# 발레리 고핀
발레리 파블로비치 고핀(러시아어: Вале́рий Па́влович Гопи́н, 1964년 5월 8일~)은 러시아의 핸드볼 선수, 지도자로 포지션은 레프트윙이다. 소련 시절에 로코모티프 첼랴빈스크에서 선수 생활을 한 그는 소련 해체 후 해외 진출을 하여 스페인, 이탈리아, 독일 등지에서 활약했으며, 스페인 리그 득점왕 3회, 이탈리아 리그 득점왕 2회에 올랐다. 
국제 대회에서는 소련과 러시아 대표팀 선수로서 올림픽에서 금메달을 2번 획득하였고, 세계 선수권 대회 2회, 유럽 선수권 대회 1회 우승을 차지했다.